# Singapore River
Der Singapore River (malai. Sungai Singapura, chinesisch 新加坡河, Pinyin Xīnjiāpō Hé) ist ein kleiner Fluss, der sich seinen Weg durch das Stadtgebiet von Singapur bahnt und der für die Stadt eine große historische Bedeutung besitzt. Der Singapore River beginnt in der Central Area im südlichen Teil der Stadt Singapur und strömt schließlich in die Marina Bay, die den Zugang zum Pazifischen Ozean bildet. Das obere Einzugsgebiet des Flusswassers ist als die Singapore River Planning Area bekannt, der nördlichste Teil der Wasserscheide ist das River Valley. Nahezu alle Ufergebiete des Flusses gehören den zentralen Handelsdistrikten der Stadt an. Er ist einer von insgesamt 90 Fließgewässern, die in Singapur und den zum Stadtstaat gehörenden Inseln existieren.

## Geografie

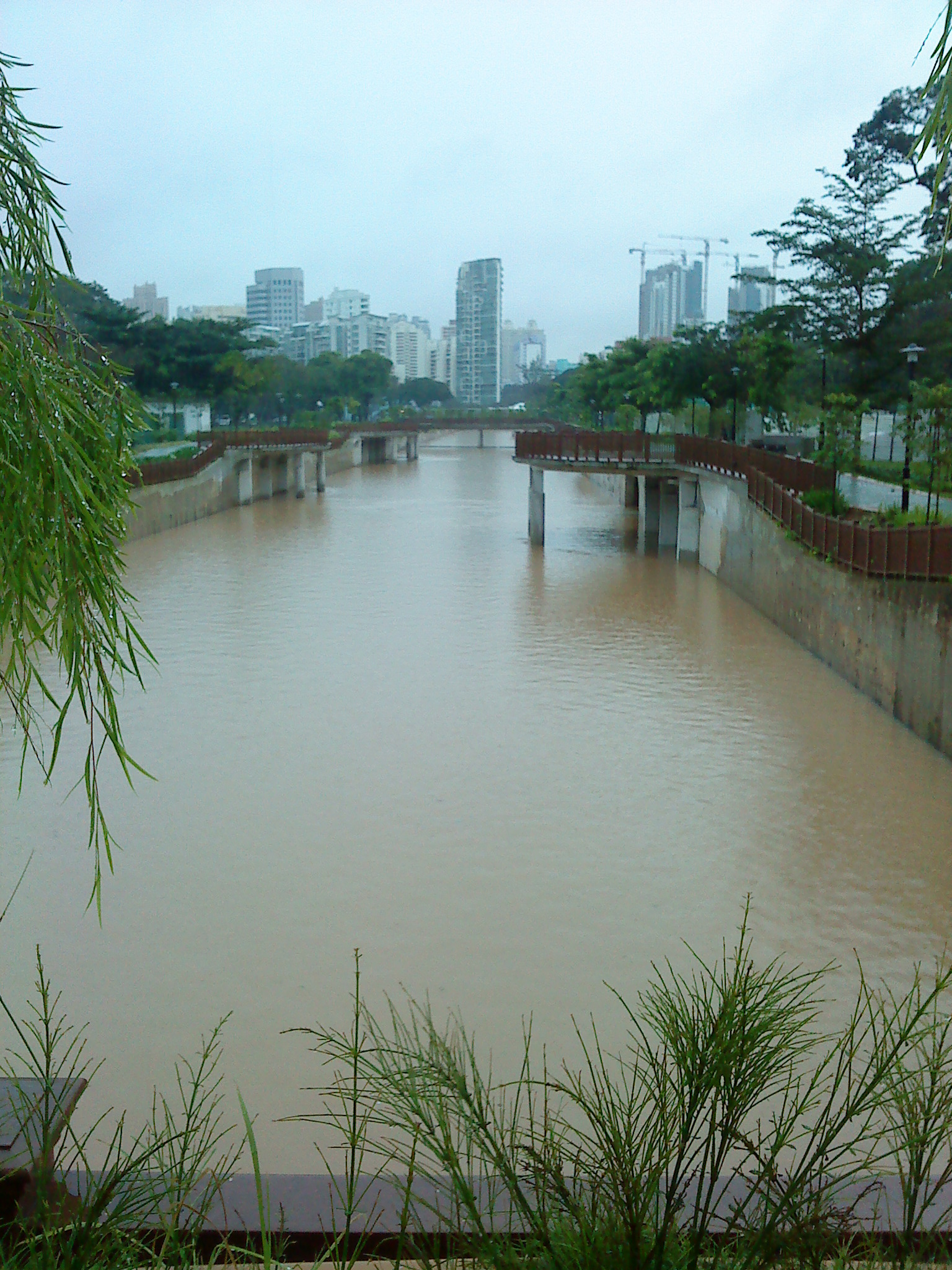
Der Alexandra-Kanal

Der Singapore River hat heute eine Länge von gerade 3,2 km. Sein jetziger Ursprung liegt bei der Kim-Seng-Brücke, von wo aus er sich durch das Zentrum Singapurs windet und in die Marina Bay und damit in den Pazifik mündet. Gespeist wird er durch den Alexandra-Kanal, der von der Commonwealth Avenue her verläuft. Zu den ehemaligen Flussabschnitten gehören neben dem Alexandra-Kanal, der bei der North Buona Vista Road auftaucht, auch der Sungei Ulu Pandan, der in den Sungei Pandan stößt. Dieser mündet wiederum auf Höhe des West Coast Parks in den Ozean. Die Quelle der beiden Wasserwege (Alexandra-Kanal und Sungei Ulu Pandan) befindet sich in dem Viertel Queenstown in dem Gebiet Ridout Road und Tanglin Halt nahe dem Margaret Drive. Zusammen mit diesen ehemaligen Flussabschnitten hatte er einmal eine Länge von insgesamt 11 km.

## Geschichte

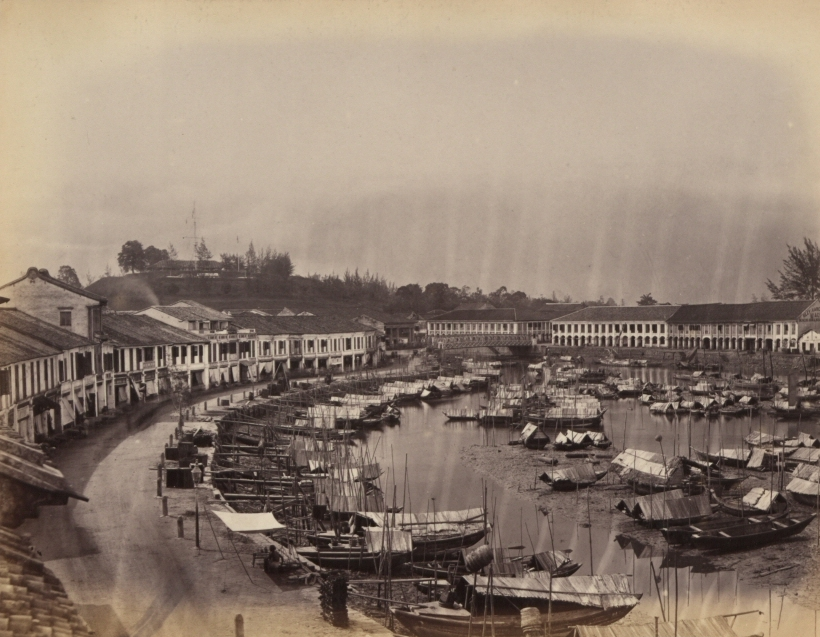
Der Singapore River zwischen 1860 und 1900

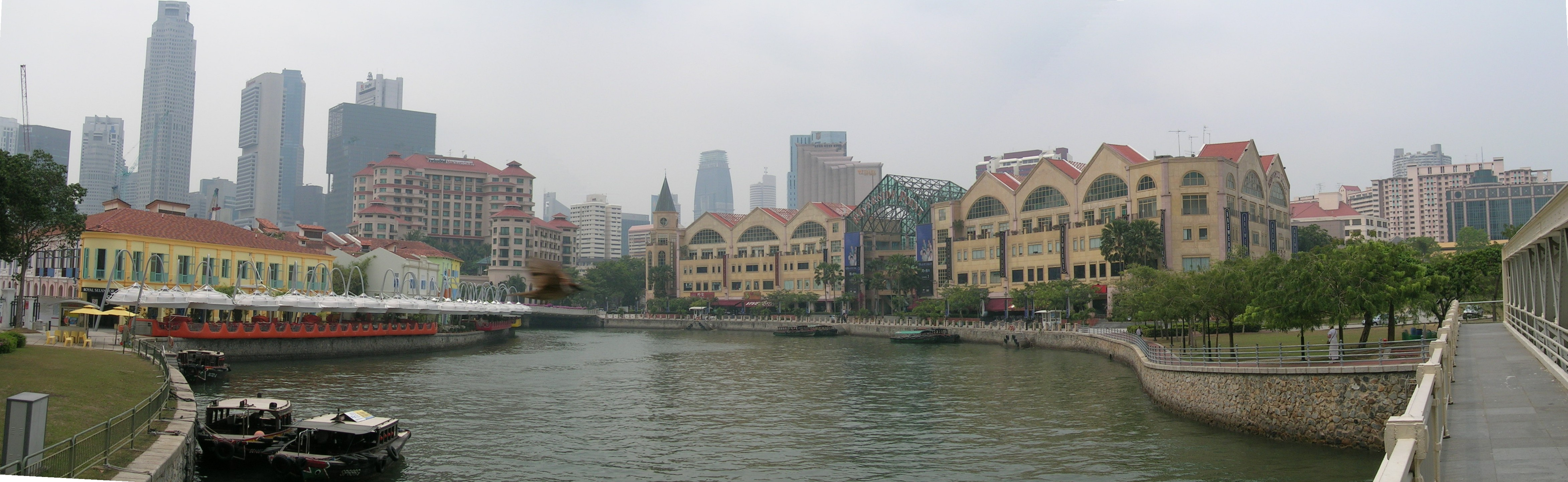
Panoramabild des Singapore River

Als Sir Stamford Raffles im Januar 1819 den Singapore River erreichte, fand er hier das Volk der Orang Laut vor. Er begann umgehend Verhandlungen mit dem „Temenggung“ aufzunehmen, einem aus Johor stammenden Adligen, der bis dahin über diese Gegend herrschte und die seit 1811 dort angesiedelte Gruppe führte. Bereits im Moment seiner Landung musste Raffles die Bedeutung des Flusses erkannt haben, denn bereits im gleichen Jahr 1819 wurde damit begonnen, das Nordufer für die Errichtung des Regierungsgebäudes zu entwässern. Ab 1822 startete man am südlichen Ufer ein Landgewinnungsprojekt und errichtet am Ufer des Flusses Stützmauern und Treppen.
Die Mündung des Singapore River war ursprünglich einmal der alte Hafen von Singapur, der auf natürliche Weise durch die südlichen Inseln des Stadtstaates eingefasst wurde. Geschichtlich betrachtet wuchs die Stadt Singapur anfänglich um diesen Hafen herum, so dass die Flussmündung bereits früh zum Handels-, Kommerz- und Finanzzentrum avancierte. Bis zum heutigen Tage ist das Gebiet um die alte Mündung des Singapore Rivers, der Downtown Core, der teuerste und wirtschaftlich bedeutendste Stadtteil Singapurs geblieben.
Am Südufer lebten in der Vergangenheit vornehmlich die Chinesen, die Malaien siedelten in Kampongs weiter flussaufwärts, und die Inder bewohnten, bis sie von den Chinesen verdrängt wurden, die Stadtteile Rochor, Kallang und Geylang.
In früherer Zeit stellte der Singapore River die Lebensader der Kolonie dar. Er war die Hauptarterie des Handels, das Zentrum des Kommerzes und das Herz des Wiederausfuhrhandels. Der Fluss war einst voll von Leichtern, Bumboats (Proviantboote), Tongkangs und Sampans, während sich an seinen Ufern Ochsenkarren von und zu der ehemals felsigen Mündung schleppten. Bereits lange davor existierte hier eine Zivilisation, die schließlich im Jahre 1376 durch das javanesische Majapahit-Imperium erobert wurde und dabei untergegangen war. Es ist zu vermuten, dass hier auch der malaiische Prinz hatte entlang segeln müssen, der der Legende nach der Stadt ihren Namen Singha Pura (Löwenstadt) gab.
Mit der Ausweitung des Handels erhöhte sich jedoch die Verkehrsdichte. womit auch die Verschmutzung des Flusses zunahm. Zudem wurden die Brücken, entweder aufgrund des mangelnden Wissens zu der damaligen Zeit oder aus fehlender Voraussicht, zu niedrig gebaut und der Fluss war zu seicht, um der expandierenden Schifffahrt als Wasserweg zu dienen. Nichtsdestoweniger war der historische Flusslauf, den Raffles einstmals aus salzigem Schwemmland, Sandbänken und Mangrovensümpfen geformt hatte, zu dieser Zeit ein Zeugnis der britischen Herrschaft, die Singapur bis in das Jahr 1962 prägte.

## Verschmutzung und Reinigung

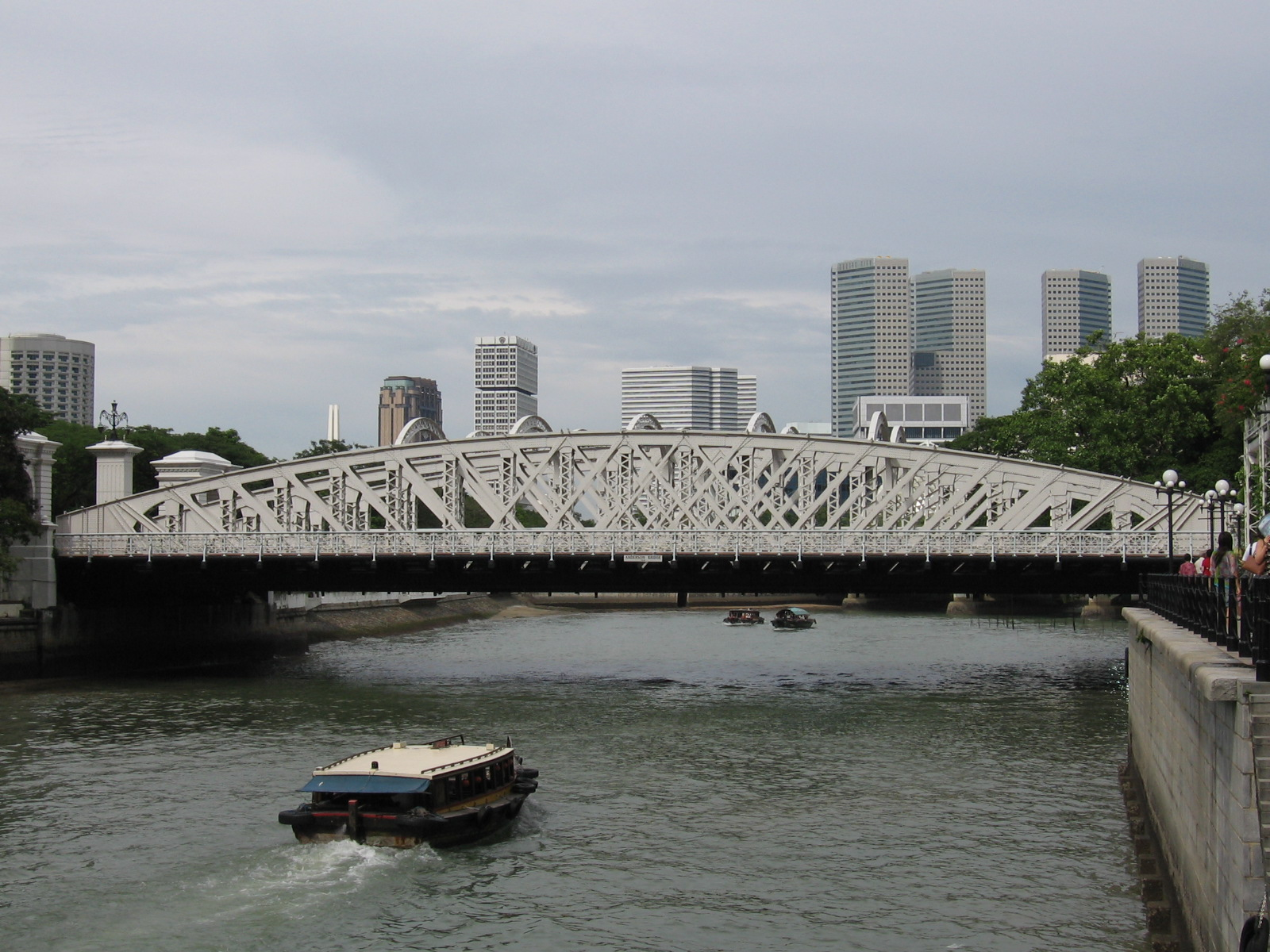
Die Anderson Bridge

Ab dem Jahr 1880 wurde die Verkehrsdichte auf dem Singapore River aufgrund der starken Expansion des Handels, der Urbanisation und der wirtschaftlichen Aktivitäten der chinesischen, malaiischen und indischen Volksgruppen immer größer. Im gleichen Maße verstärkte sich jedoch ebenso die Wasserverschmutzung durch die Einleitung von Unrat, wie auch dem Zufluss von Abwasser und anderer Nebenprodukte der entlang des Flusses angesiedelten Industriebetriebe. Für die Verunreinigung des Flusses und des Kallang Basin sorgten noch weitere Faktoren, wie etwa die Abfälle von Schweine- und Entenfarmen, die Rückstände des Straßen- und des Gemüsegroßhandels sowie die Existenz vieler Geschäftsgebäude ohne Kanalisation. Das Transportwesen, der Bootsbau und die Werften entlang des Flusses trugen ein Übriges zur Verschmutzung des Gewässers bei. So gab es im Jahre 1977 etwa 750 Leichter, die auf dem Singapore River und dem Kallang Basin betrieben wurden. Die Rückstände, Schweröle und Abwässer dieser Boote und Leichter belasteten den Fluss noch zusätzlich.
In diesem Jahr brachte Lee Kuan Yew, der damalige Premierminister von Singapur, einen ehrgeizigen Plan unter der Überschrift „The Clean-up of the Singapore River and Kallang Basin“ voran, der die Säuberung der beiden Hauptgewässer zum Ziel hatte und innerhalb von zehn Jahren in dem Fluss das Fischen wieder ermöglichen sollte.
Im Herbst dieses Jahres begann schließlich die von der Regierung initiierte Reinigung des Flusses. Der Plan beinhaltete unter anderem die Entwicklung der Infrastruktur, wie den Bau von Wohnungen, die Errichtung von industriellen Werkstätten und das Anlegen von Abwasserkanälen. In diesem Zusammenhang wurde auch massiv die Umsiedelung von Squatters, Händlern und Industriebetrieben vorangetrieben. Ebenso verlagerte man die Viehhaltung, die bis dahin in den Hinterhöfen betrieben wurde, abseits des Zentrums und forcierte die Umbildung des Straßenhandels zu Einkaufszentren, was stufenweise zu einem Rückgang der Verschmutzungsquellen führte. Die am Fluss angesiedelten Industriebetriebe wurden zu anderen Standorten transferiert und die Squatter in Wohnungen einquartiert. Täglich wurden Massen an Abfällen der Müllverbrennung zugeführt, während man den Straßenhändlern Lizenzen ausstellte und ihnen bestimmte Gebiete mit angemessenen Kanalisationseinrichtungen zuwies. Die Aushebung des Flussbetts und die Entfernung von Hunderten Tonnen an Trümmerresten, die sich über die Jahre am Boden des Singapore Rivers aufgeschichtet hatten, unterstützten schließlich die Rückkehr der Meeresbiologie und erreichten, dass der Fluss wieder von den Gezeiten beeinflusst werden konnte.
1987, zehn Jahre nach Beginn der Maßnahmen, war der Reinigungsprozess des Singapore River und der Kallang Basin schließlich abgeschlossen. Im September 1987 feierte das Umweltministerium zusammen mit anderen Regierungsorganen und Gesetzesvertretern die erfolgreiche Umsetzung des Projektes mit einer „Clean Rivers Commemoration“. Nach dieser umfangreichen Säuberung ist es heute möglich, auf dem Fluss Wayang-Darbietungen, die auf Bumboats aufgeführt werden, Varietéshows auf Pontons oder gar Bootsrennen bestaunen zu können. Dank dieser Reinigungsmaßnahmen sind heute sowohl Motorboote, Drachenboote wie auch Tretboote und Sampans wieder auf dem Gewässer zu sehen.

## DerSingapore Riverheute
Nachdem sein Ausfluss in den Ozean eingedämmt und somit ein neues Reservoir und damit eine wertvolle Quelle an Frischwasser für den kleinen Stadtstaat geschaffen wurde, ist der Fluss nun ein Teil des Marina-Reservoirs. Der Damm selbst ist heute als Marina Barrage bekannt.
Das Gebiet, in dem die ursprüngliche Mündung des Flusses einmal in die Straße von Singapur führte, wurde später durch Landgewinnungsmaßnahmen erweitert und verändert. Durch diese Projekte ist unter anderem auch die Marina Bay entstanden, in die der Singapore River heute mündet.
Der Hafen von Singapur ist mittlerweile westlich der Insel beheimatet und nimmt hier einen Großteil der südwestlichen Küste ein, wobei die Passagierschiffe üblicherweise am Singapore Cruise Centre an der HarbourFront anlegen. Zwar spielt die Flussschifffahrt mittlerweile keine bedeutende wirtschaftliche Rolle mehr, stattdessen hat sie sich nun zu einem touristischen und ästhetischen Mittelpunkt der Stadt entwickelt.

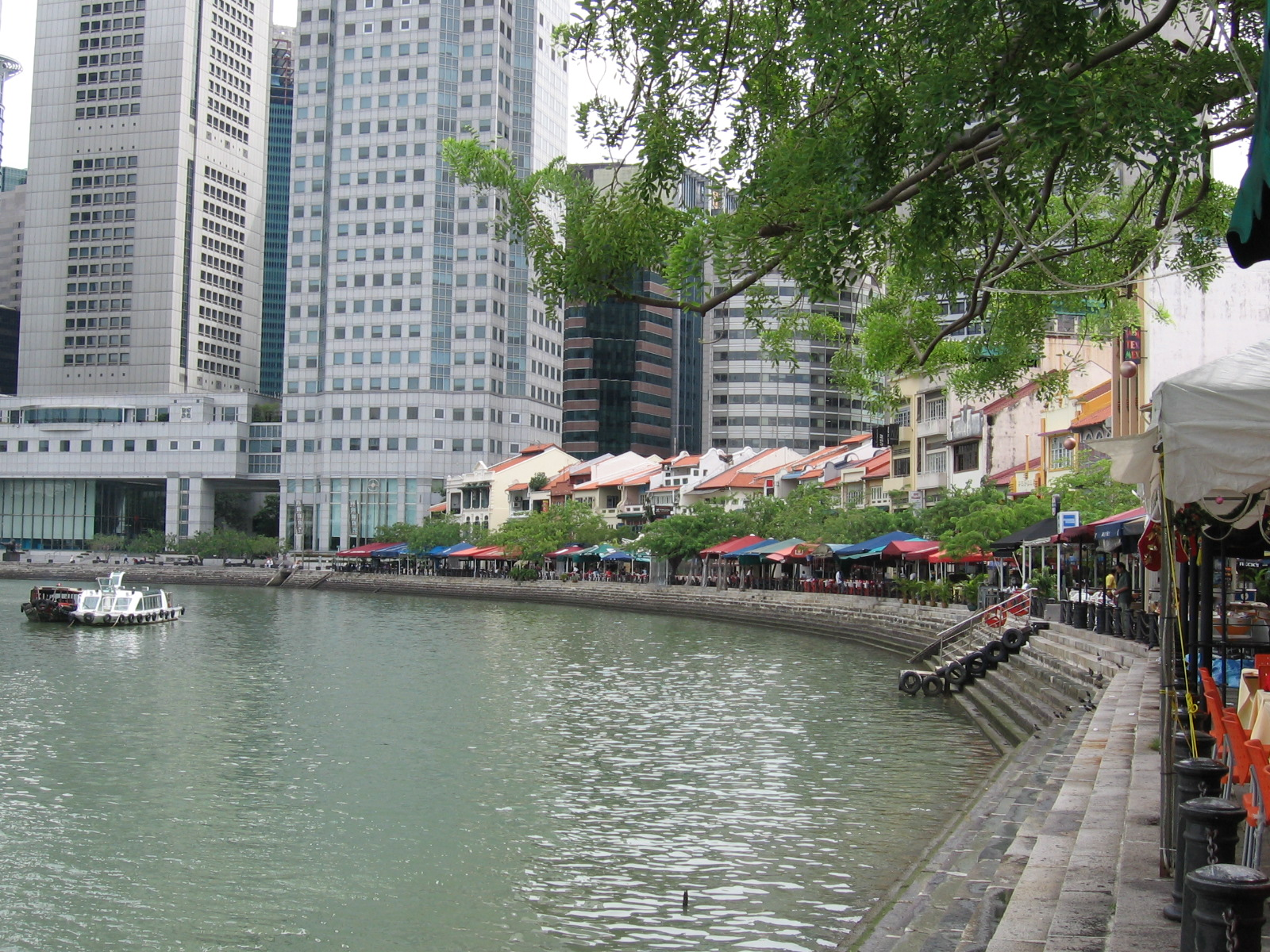
Der heutige Boat Quay

So findet man in der Nachbarschaft und entlang des Singapore Rivers einige Tempel, Schreine und andere Kultstätten, die durchaus einen Besuch wert sind. Zudem prägen ihn zahlreiche Übergänge und Brücken, wie die Anderson Bridge, die Elgin Bridge, die Cavenagh Bridge, aber auch Sehenswürdigkeiten wie der Merlion, zahlreiche Läden und Geschäfte und die ihn säumenden großen Bäume, zu denen die Banyan-Feige und der Madras Thorn gehören. Einige Abschnitte des Flusses werden von Kais bestimmt, wie dem Clarke Quay und dem Boat Quay, welche hauptsächlich den Handel und den Bootsservice bedienen. Alleine vom Boat Quay aus wurden noch im Jahre 1860 drei Viertel aller Bootsfahrten durchgeführt. In Nachbarschaft entlang der Kais erblühten dann während der Kolonialzeit Shops und Warenhäuser, in deren Gebäude heute zusätzlich Bars und Pubs, wie auch Restaurants und Antiquitätenläden eingezogen sind.